# Fredrikshamn, Finland
Ej att förväxla med Frederikshavn, på Jylland i Danmark, som på svenska heter Fredrikshamn.

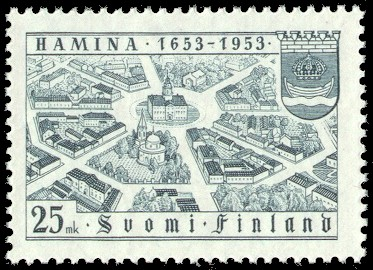
Fredrikshamns stadsplan på frimärke från 1953.

Fredrikshamn (finska: Hamina) är en stad vid Finska viken i landskapet Kymmenedalen i Finland. Folkmängden i Fredrikshamns stad uppgår till cirka 19 702 invånare och den totala arealen utgörs av 1 155,12 km². Folkmängden i centralorten var den 31 december 2014 till 16 027 invånare. Staden grundades år 1653, och gränsar i väster till Kotka stad, i norr till Kouvola stad, samt i öster till både Miehikkälä och Vederlax kommuner.
Fredrikshamns stad är enspråkig finsk. Vid folkräkningen år 1900 utgjorde finlandssvenskarna ännu 18 % av stadens befolkning.
Fredrikshamns stad ingår i Kotka-Fredrikshamns ekonomiska region.

## Historia

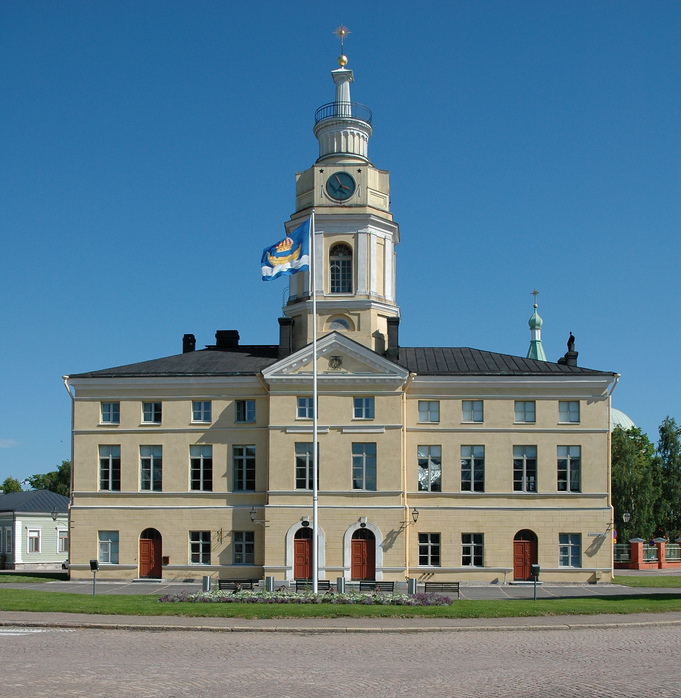
Fredrikshamns rådhus.

Fredrikshamns vapen från 2003–12.

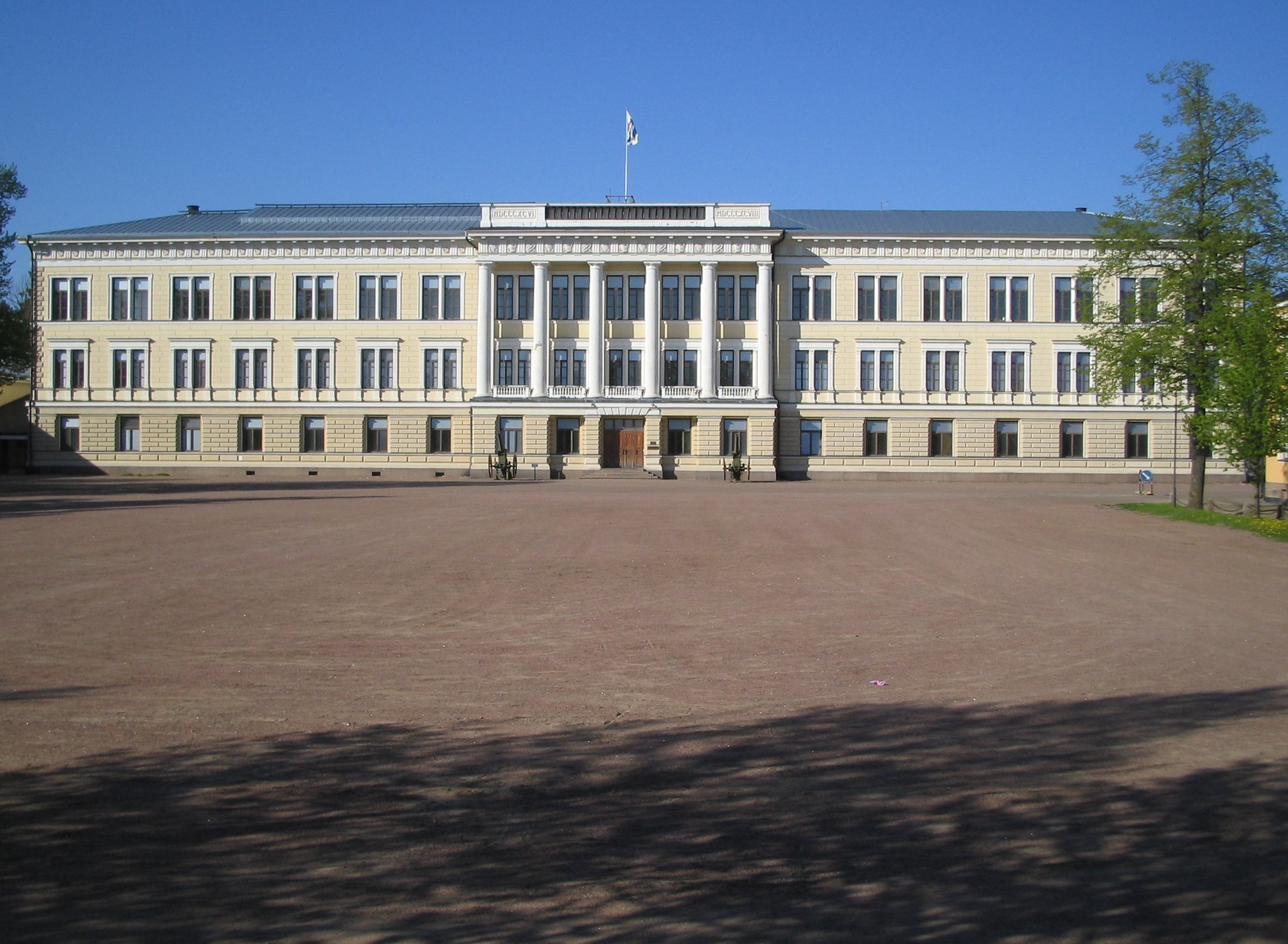
Reservofficersskolans byggnad.

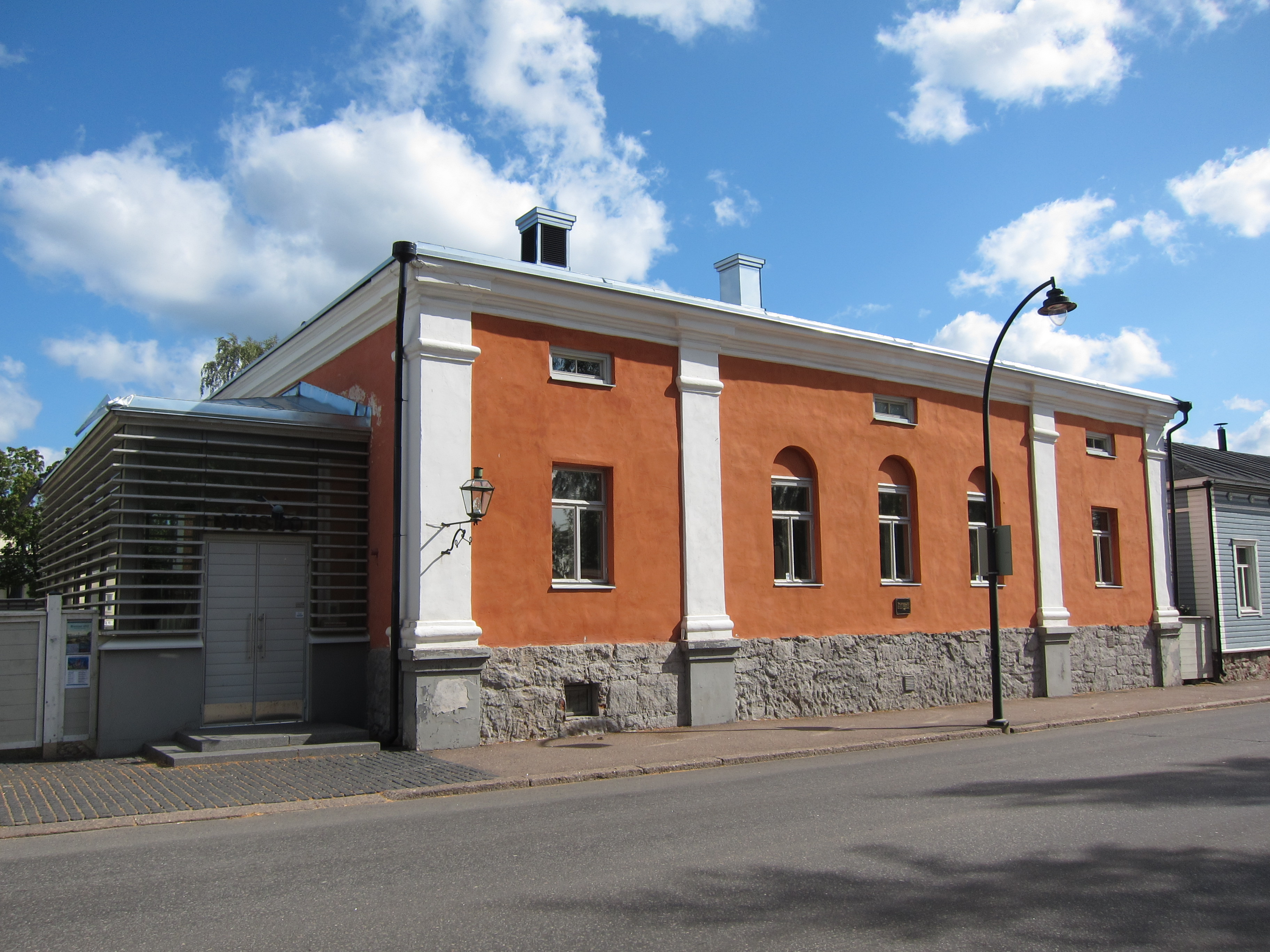
Fredrikshamns stadsmuseum.

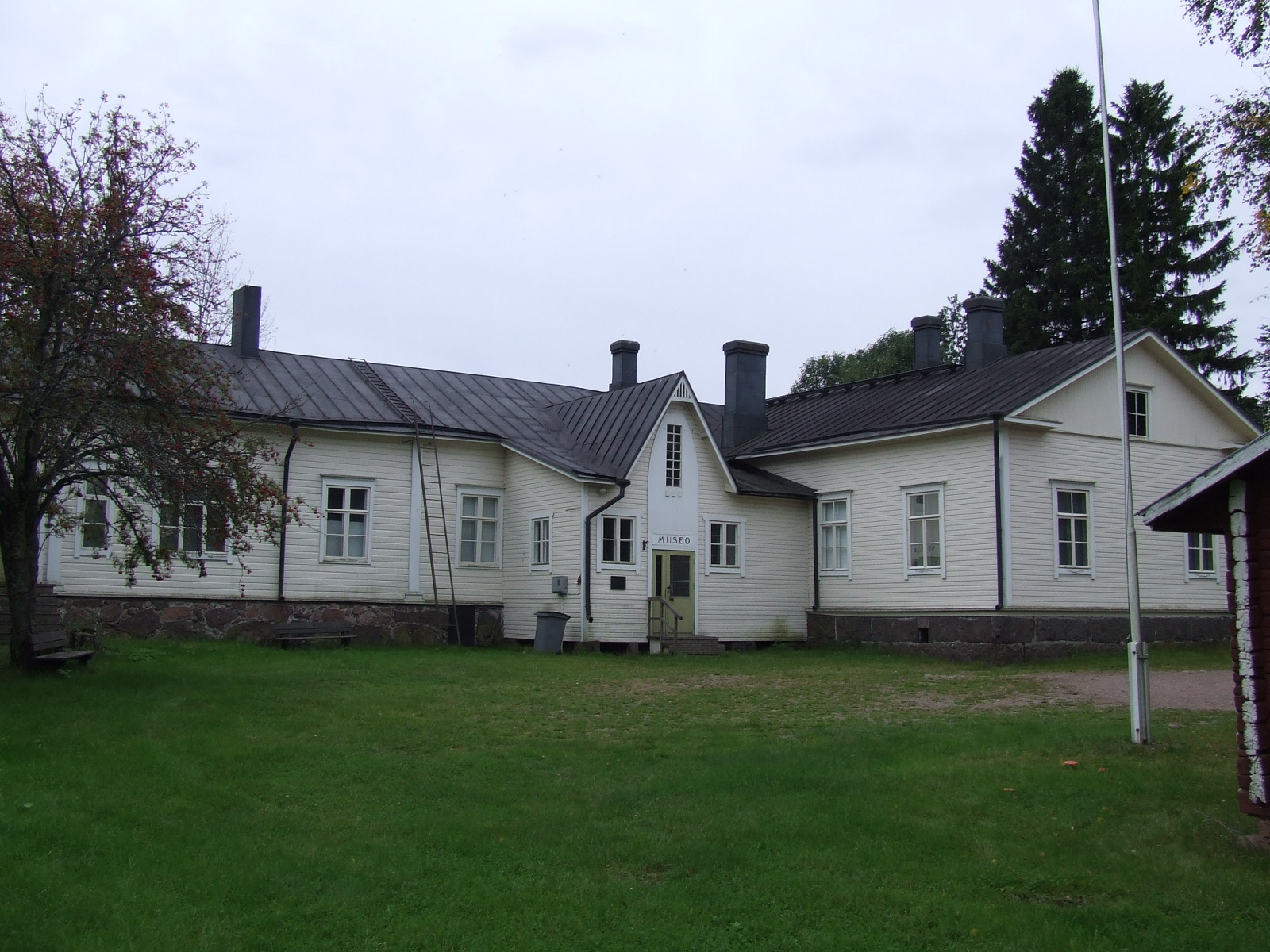
Veckelax hembygdsmuseum i Husula.

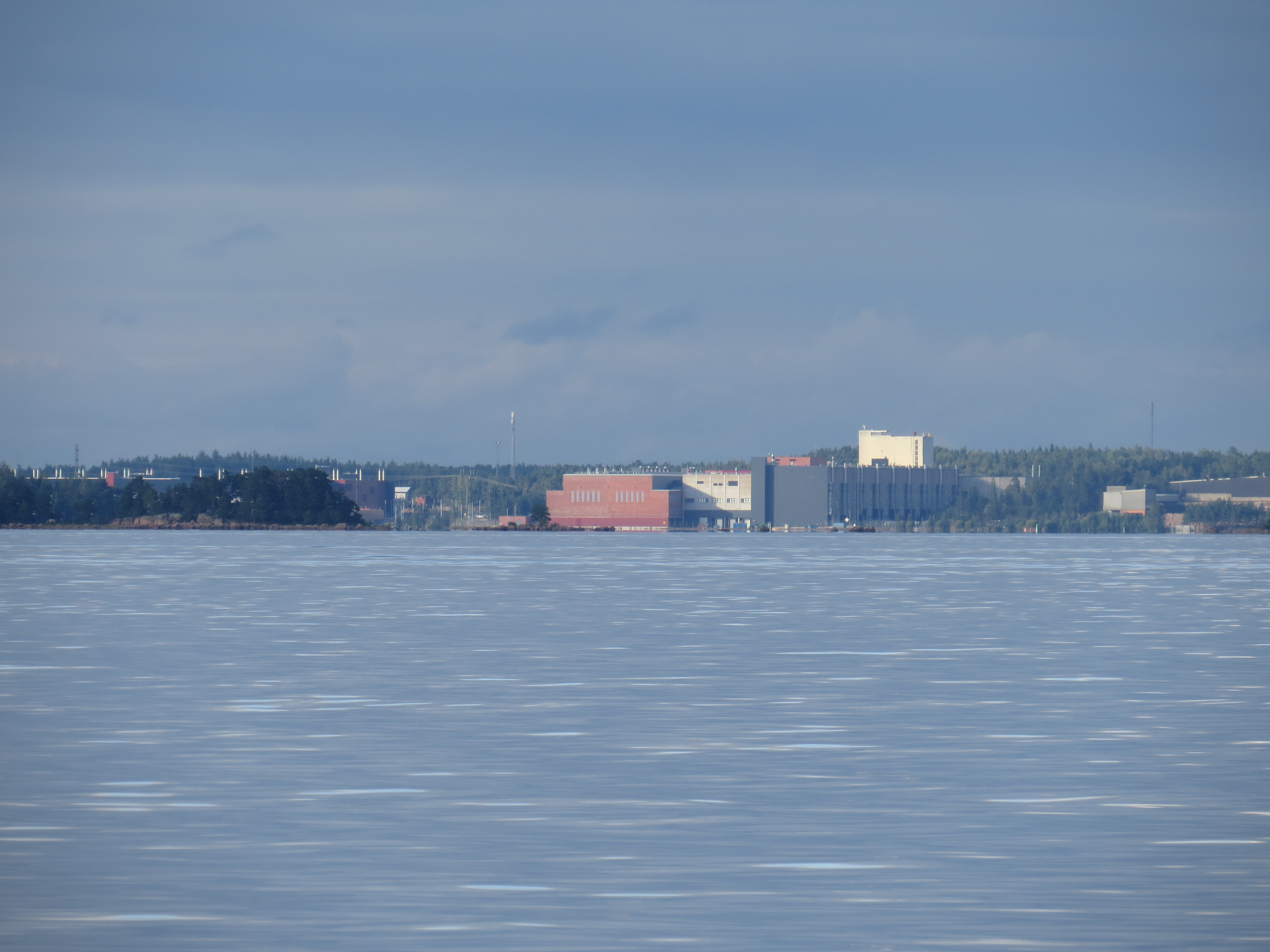
Fredrikshamns serverhall i Summa, väster om Fredrikshamn.

Fredrikshamn grundades på Veckelax Kyrkoby under namnet Veckelax Nystad och fick sina stadsrättigheter 1653 av generalguvernör Per Brahe den yngre. Han ansåg att det behövdes en stad vid den långa kuststräckan mellan Viborg och Borgå, fast Veckelax hade kallats "civitas" redan 1336, då Viborgs hövitsman Peter Jönsson lovade borgarna i Reval (Tallinn) att sälja sina produkter där.
Den första, rutformade, stadsplanen ritades 1649 av lantmätaren i Viborg Erik Nilsson Aspegren (död 1672)
Staden brändes av ryska styrkor 1712 under Stora ofreden. Staden återuppbyggdes efter Freden i Nystad 1721 för att ersätta den till Ryssland förlorade staden Viborg. Den fick en stadsplan i cirkelform av Axel Löwen och fick 1723 stapelstadsrättigheter under namnet Fredrikshamn, efter den svenske kungen Fredrik I. Vid freden med Ryssland 1743 övergick staden till ryskt styre, men återförenades med Finland och blev en del av Storfurstendömet Finland, då Gamla Finland återgick i det övriga Finland 1812. I staden ingicks den 17 september 1809 fredsavtal mellan Sverige och Ryssland efter Finska kriget 1808–09. År 1821 drabbades staden av en brand som ödelade stadens centrum. År 1840 inträffade en ny brand, och år 1841 fastställdes en ny stadsplan med glesare bebyggelse.
Fredrikshamns fästning började uppföras efter Freden i Nystad 1721 som en integrerad del av staden.
Militärskolan Finska kadettkåren utbildade officerare i Fredrikshamn mellan 1821 och 1903. Huvudbyggnaden, ritad av Jac Ahrenberg, uppfördes 1898. från 1920 inräddades där Finlands reservofficersskola.
Under vinterkriget drabbades Fredrikshamn av ryskt bombardemang, och efter kriget 1940 uppfördes stadsdelen Svenskby med trähus som donerats från Sverige. Staden bombades även under fortsättningskriget, och sammanlagt förstördes fler än 60 byggnader under flygbombningarna 1939–44.
Den forna staden Veckelax återfick tidigare storlek, när kranskommunen Veckelax 1 januari 2003 lades samman med Fredrikshamn.

## Geografi

### Tätorter
Vid tätortsavgränsningen den 31 december 2014 fanns fyra tätorter i Fredrikshamns stad
| Nr | Tätort                                           | Folkmängd |
| -- | ------------------------------------------------ | --------- |
| 1  | Fredrikshamns centraltätort (stadens centralort) | 16 027    |
| 2  | Metsäkylä (föråldrat svenskt namn: Skogby)       | 280       |
| 3  | Neuvoton (föråldrat svenskt namn: Lillnevitto)   | 1 382     |
| 4  | Vilniemi (föråldrat svenskt namn: Villnäs)       | 523       |

### Övriga orter
Området hade en inflyttning av svenskar under 1200- och 1300-talen, vilket också syns i en del svenska ortnamn som numera dock officiellt betraktas som föråldrade. I Veckelax-delen av kommunen finns byarna Bamböle (finska: Pampyöli), Bötö (finska: Pyötsaari), Norsby (finska: Poitsila), Sigvartsby (finska: Sivatti), Stöders (finska: Töytäri) och Villnäs (finska: Vilniemi)..  
Här finns också öarna Kuorsalö (finska: Kuorsalo), Stamö (finska: Tammio) och Mejskalö (finska: Meijskio). Hillnäs (finska: Hillo) är ett hamnområde i staden. Klubbisviken (finska: Lupinlahti) är en vik.

## Styre och politik

### Mandatfördelning i Fredrikshamns stad, valen 1976–2021
| 3 | 13 | 2 | 2 | 2 |  | 12 |

| 3 | 13 |  | 3 |  | 14 |

| 2 | 14 | 7 |  | 11 |

| 13 | 3 | 3 | 3 |  | 12 |

| 4 | 14 |  | 2 | 2 | 2 | 10 |

| 2 | 11 | 3 |  | 2 | 2 | 14 |

| 3 | 11 | 3 |  |  | 16 |

| 3 | 17 | 2 | 11 | 3 | 11 |

| 29 | 18 |

| 5 | 10 | 2 |  | 7 | 2 | 16 |

| 29 | 14 |

|  | 10 | 2 | 6 | 9 | 3 | 12 |

| 27 | 16 |

| 12 | 5 | 7 | 8 | 2 | 9 |

| 27 | 16 |

| 10 | 2 | 10 | 7 | 4 | 2 | 8 |

| 27 | 16 |

### Vänorter
Fredrikshamns stad har fyra vänorter:
- Falu kommun, Sverige
- Paide, Estland
- Røros kommun, Norge
- Vordingborg, Danmark

## Ekonomi och infrastruktur

### Näringsliv
Den omfattande hamnverksamheten är central i stadens näringsliv. Fredrikshamns djuphamn öppnades för trafik 1934.
Google öppnade 2011 Fredrikshamns serverhall i Stora Ensos 2008 nedlagda massa- och pappersfabrik i Summa, strax väster om Fredrikshamn.
I Fredrikshamns hamn, som ingår i Kotka-Fredrikshamns hamn, finns Hamina LNG, som är Finlands första LNG-terminal, som är ansluten till Gridnet Finland:s nationella naturgasnät.

### Utbildning
I Fredrikshamns stad finns 13 finskspråkiga grundskolor och ett gymnasium, Haminan lukio. Bland övriga skolor märks yrkesskolan Etelä-Kymenlaakson Ammattiopisto och en folkhögskola, Jamilahden kansanopisto.

## Demografi

### Befolkningsutveckling
| Befolkningsutvecklingen i Fredrikshamns stad 1975–2020                                                       | Befolkningsutvecklingen i Fredrikshamns stad 1975–2020 | Befolkningsutvecklingen i Fredrikshamns stad 1975–2020 | Befolkningsutvecklingen i Fredrikshamns stad 1975–2020 | Befolkningsutvecklingen i Fredrikshamns stad 1975–2020 |
| --- | ------------------------------------------------------ | ------------------------------------------------------ | ------------------------------------------------------ | ------------------------------------------------------ |
| |                                                        |                                                        |                                                        |                                                        |
| År |                                                        |                                                        | Folkmängd                                              |                                                        |
| 1975 | 1975                                                   |                                                        | 23 298                                                 |                                                        |
| 1980 | 1980                                                   |                                                        | 22 995                                                 |                                                        |
| 1985 | 1985                                                   |                                                        | 22 947                                                 |                                                        |
| 1990 | 1990                                                   |                                                        | 22 589                                                 |                                                        |
| 1995 | 1995                                                   |                                                        | 22 405                                                 |                                                        |
| 2000 | 2000                                                   |                                                        | 21 847                                                 |                                                        |
| 2005 | 2005                                                   |                                                        | 21 957                                                 |                                                        |
| 2010 | 2010                                                   |                                                        | 21 400                                                 |                                                        |
| 2015 | 2015                                                   |                                                        | 20 851                                                 |                                                        |
| 2020 | 2020                                                   |                                                        | 19 877                                                 |                                                        |
| Anm: Uppgifterna avser förhållandena den 31 december nämnda år enligt områdesindelningen den 1 januari 2022. |                                                        |                                                        |                                                        |                                                        |

### Språk
Befolkningen efter språk (modersmål) den 31 december 2022. Finska, svenska och samiska räknas som inhemska språk då de har officiell status i landet. Resten av språken räknas som främmande. För språk med färre än 10 talare är siffran dold av Statistikcentralen på grund av sekretesskäl.
| Språk                        | Talare 2022-12-31 | Talare 2022-12-31 |
| Språk                        | Antal             | Andel (%)         |
| ---------------------------- | ----------------- | ----------------- |
| Hela befolkningen            | 19 549            | 100,0             |
| Inhemska språk totalt        | 18 185            | 93,0              |
| Finska                       | 18 124            | 92,7              |
| Svenska                      | 61                | 0,3               |
| Främmande språk totalt       | 1 364             | 7,0               |
| Ryska                        | 875               | 4,5               |
| Estniska                     | 131               | 0,7               |
| Engelska                     | 68                | 0,3               |
| Litauiska                    | 62                | 0,3               |
| Thailändska                  | 27                | 0,1               |
| Turkiska                     | 27                | 0,1               |
| Ukrainska                    | 18                | 0,1               |
| Tyska                        | 13                | 0,1               |
| Lettiska                     | 12                | 0,1               |
| Kurdiska                     | 10                | 0,1               |
| Språk med färre än 10 talare | 121               | 0,6               |

|  | Finska (92,7 %) |

|  | Svenska (0,3 %) |

|  | Främmande språk (7 %) |

|  | Finska (92,7 %) |

|  | Svenska (0,3 %) |

|  | Främmande språk (7 %) |

## Kultur

### Museer
I staden finns tre museer:
- Fredrikshamns stadsmuseum är inrymt i stadens äldsta byggnad från 1760. I denna träffade Gustav III sin kusin, kejsarinnan Katarina II, i juni 1783 för tre dagars överläggningar,[22] men kom inte överens. Gustav III ville utverka ett löfte om Rysslands neutralitet för att kunna militärt erövra Norge från Danmark-Norge.[23]
- Köpmannahusets museum i ett tidigare bostads- och butikshus från 1841.
- Veckelax hembygdsmuseum i en tidigare folkskola i Husula by

### Kyrkor
- Fredrikshamns ortodoxa kyrka,  De Heliga Apostlarnas Petrus och Paulus Ortodoxa kyrka, byggdes 1837 i nyklassisk och bysantinsk stil för garnisonens ryska officerare. Klocktornet uppfördes 1862. Kyrkan ritades av Louis Visconti.
- Johanneskyrkan uppfördes 1839–43 i nyklassicistisk stil efter ritningar av Carl Ludvig Engel ursprungligen för att användas av den svenska församlingen.
- Mariakyrkan uppfördes på 1820-talet efter ritningar av Carl Ludvig Engel.